# Apogonia brevicollis
Apogonia brevicollis är en skalbaggsart som beskrevs av Moser 1915. Apogonia brevicollis ingår i släktet Apogonia och familjen Melolonthidae. Inga underarter finns listade i Catalogue of Life.